# 丹麥社會自由黨
丹麥社會自由黨，直譯為激進左翼（丹麥語：Radikale Venstre），是丹麥社會自由主義政黨。

## 起源和聯盟
社會自由黨是國際自由聯盟與歐洲自由民主改革黨成員。該黨在1905年因當時丹麥的文化激進主義而脫離丹麥自由黨成立。字面上的「激進左翼」在今日或會造成誤解。該黨在傳統上屬於政治光譜中的中間派。「左翼」源自於母黨自由黨，代表社會自由主義，而非左翼政治。

## 選舉結果
社會自由黨目前在議會擁有16席。主要人物是政治領袖莫滕·奧斯特加德·克里斯滕森（Morten Oestergaard Kristensen），曾任丹麦副首相兼经济和内政大臣。
該黨在2005年議會選舉中表現優異，得票率達9.2%，拿下17席。2007年議會選舉，該黨席次滑落至9席。
2019年5月21日，該黨受到理查·佛羅里達（Richard Florida）的著作《創意新貴》（The Rise of the Creative Class）所影響，發行書籍/黨綱《創意丹麥》（Det kreative Danmark）。
目前重要議題有：
- 強烈反對政府的移民政策，尤其是「24歲規定」
- 反對政府的教育政策，推行集中化、國有化測驗與老式教育思想壓抑教師的創意、方法的自由與學生的個人發展
- 重大稅制改革，應簡化稅收制度，減少所得稅以利於更高的環境稅，減少稅收減免和提高房地產稅收。其目標在於使工作與招聘員工更具吸引力。這也意謂著該黨反對目前政府的「稅務凍結」－禁止任何增稅，還改變了稅收模式。

| 選舉年 | 得票    | %        | 總席次   | +/– | 執政       | 備注 |
| ------ | ------- | -------- | -------- | --- | ---------- | ---- |
| 1990   | 114,888 | 3.5 (#7) | 7 / 179  | ▼ 3 | 反對黨     |      |
| 1994   | 152,701 | 4.6 (#6) | 8 / 179  | ▲ 1 | 執政聯盟   |      |
| 1998   | 131,254 | 3.9 (#7) | 7 / 179  | ▼ 1 | 執政聯盟   |      |
| 2001   | 179,023 | 5.2 (#6) | 9 / 179  | ▲ 2 | 反對黨     |      |
| 2005   | 308,212 | 9.2 (#5) | 17 / 179 | ▲ 8 | 反對黨     |      |
| 2007   | 177,161 | 5.1 (#6) | 9 / 179  | ▼ 8 | 反對黨     |      |
| 2011   | 336,698 | 9.5 (#4) | 17 / 179 | ▲ 8 | 執政聯盟   |      |
| 2015   | 160,672 | 4.6 (#7) | 8 / 179  | ▼ 9 | 反對黨     |      |
| 2019   | 304,273 | 8.6 (#4) | 16 / 179 | ▲ 8 | 支持執政黨 |      |
| 2022   | 133,931 | 3.8 (#9) | 7 / 179  | ▼ 9 | 支持執政黨 |      |

## 黨內衝突
2007年，部分黨內重要人士批評策略過於左傾且過度依賴社會民主黨。
2007年5月7日，奈瑟·卡德（Naser Khader）與安德斯·薩繆爾森退黨籌組政黨新聯盟，後更名為自由聯盟。
在隨後的辯論中，該黨第一次疏離社民黨，但再次引起黨內批評，又重新回到反對黨角色。
2009年1月6日，西蒙·艾米爾·阿米茲博（Simon Emil Ammitzbøll）退黨成立公民中心（Borgerligt Centrum）。2009年1月，他加入自由聯盟。

## 2007年大選
2007年6月15日，媒體報導瑪格莉特維斯塔格將成為新任領袖，該黨會重新思考其策略並與左右兩派組閣的可能性。
維斯塔格在大選期間澄清，該黨只會支持社民黨領導的聯合政府。2007年議會選舉，該黨拿下9席，得票率5.1%。

## 2011年大選
2011年丹麥議會選舉，社會自由黨與社會民主黨、社會人民黨和紅綠聯盟組成「紅色集團」。該黨得票率9.5%，席次從9席成長至17席。
選後，社會自由黨加入社會民主黨黨魁赫勒·托寧-施密特領導的中間偏左執政聯盟。

## 與其他政黨關係
社會自由黨傳統上將自己定位在中間派，但從九零年代起，該黨大多與社民黨合作，因此主要支持議會左派。2007年大選，與自由黨/保守黨中間偏右聯合政府合作的可能性成為黨內辯論的重大議題。2011年大選，該黨維持對社民黨的支持，但也清楚表態能與左右兩派合作的立場。

## 外部連結
- 社會自由黨官方網站
- Radikale.net 官方公開社群網站